# 弗卢尔施泰特
弗卢尔施泰特（德語：Flurstedt，發音：[ˈfluːɐ̯ʃtɛt]）是德国图林根州魏玛地区县曾经的一个市镇，面积4.11平方千米，人口为人。2012年12月31日，弗卢尔施泰特与另外4个市镇并入市镇巴特苏尔察。